# FileMaker Inc.
Filemaker Inc. is een Amerikaans softwarebedrijf, gespecialiseerd in databasesoftware. Het ontstond in 1998 uit het opgeheven bedrijf Claris als volle dochter van Apple Inc.
FileMaker ontwikkelt, ondersteunt en verkoopt het relationele databaseprogramma FileMaker. FileMaker is beschikbaar voor zowel macOS en Windows en is gericht op zakelijk gebruik, of thuisgebruikers met high-end behoeften.
Het bedrijf is voor elk kwartaal sinds haar oprichting winstgevend geweest en telt wereldwijd 300 mensen in acht kantoren.

## Producten
FileMaker Inc. produceert verschillende databasepakketten, de meeste onder de FileMaker-merknaam en elk bestemd voor verschillende markten. Op 20 juli 2010 bracht het bedrijf FileMaker Go uit, wat toegang biedt met behulp van een iPad en iPhone tot databases gemaakt met Filemaker Pro.
Hieronder staan de huidige en recent verlopen producten van FileMaker Inc.:

### FileMaker Pro
- FileMaker Pro 17 Server
- FileMaker Pro 17 Advanced
- FileMaker Pro 16 Server
- FileMaker Pro 16 Advanced
- Filemaker Pro 16
- FileMaker Pro 15 Server
- FileMaker Pro 15 Advanced
- FileMaker Pro 15
- FileMaker Pro 14
- FileMaker Pro 14 Advanced
- FileMaker Pro 14 Server

Sinds mei 2018 is de FileMaker Pro-editie vervangen door FileMaker Pro Advanced.

### FileMaker Go
- FileMaker Go 17
- FileMaker Go 16
- FileMaker Go 15
- FileMaker Go 14
- FileMaker Go 13

### Bento (30 september 2013 opgeheven)
- Bento 4 (versie 4.0.1)
- Bento-app voor iPhone en iPod touch (versie 1.1)
- Bento-app voor iPad (versie 1.1)